# سارزه
سارزه (به فرانسوی: Sarzay) یک کمون در فرانسه است که در اندر واقع شده‌است. سارزای ۱۸٫۳ کیلومتر مربع مساحت و ۳۲۰ نفر جمعیت دارد و ۲۲۰ متر بالاتر از سطح دریا واقع شده‌است.